# Jerzy Ignatowski
Jerzy Wojciech Ignatowski pseud. „Obrzynek” (ur. w 1938 w Warszawie, zm. w 1995) – działacz podziemnego ruchu wydawniczego w PRL.
Jerzy Ignatowski w młodości stracił obie nogi w wypadku, poruszał się na taborecie na kółkach albo na wózku inwalidzkim. Wraz z żoną, Różą, utrzymywał się z prac chałupniczych.

## Działalność w podziemnym ruchu wydawniczym w PRL
Zetknął się z opozycją demokratyczną w 1977 roku. Zaczął udostępniać swoje mieszkanie i garaż (przy ul. Juliana Bartoszewicza 1a w Warszawie) i altanę na działce przy ulicy Kosiarzy w Wilanowie na potrzeby KSS „KOR” i Niezależnej Oficyny Wydawniczej „NOWA”. W latach 1978–1980, współpracując z Tomaszem Chlebowskim, zajmował się transportem papieru do drukarni Nowej w swojej altance (dysponował dwoma inwalidzkimi trabantami kombi), drukiem takich wydawnictw jak Biuletyn KSS „KOR”, Placówka i wielu wydawnictw Nowej. Drukowali u niego w altance tacy drukarze jak m.in. Jan Walc, Jerzy Geresz, Zenon Pałka i wielu innych.
Po 1981 roku związał się wydawnictwami Przedświt i In Plus oraz miesięcznikiem Vacat. W jego mieszkaniu dokonano większości opraw introligatorskich książek wydawanych przez Przedświt w latach 1982–1989. Jednocześnie od kwietnia 1982 roku udostępniał swoją altankę na druk Tygodnika Mazowsze. Drukarzami byli Tomasz Jurkowski (obecnie profesor Uniwersytetu w Nantes we Francji), Krzysztof Siemieński. Matryce dostarczał Teodor Klincewicz. Książki drukował w altance Ignatowskiego m.in. Krzysztof Leski.
Jerzy Ignatowski drukował czasopisma i książki również w wielu innych lokalizacjach, współpracując m.in. z innymi drukarzami Nowej: Konradem Głowikiem, Adamem Grzesiakiem, Tomaszem Jurkowskim.
Zmarł w 1995 roku, jego żona zmarła wkrótce po nim. Nie mieli dzieci.

## Odznaczenia
Dzięki inicjatywie Wacława Holewińskiego Prezydent Rzeczypospolitej Polskiej Lech Kaczyński odznaczył pośmiertnie Jerzego Ignatowskiego Krzyżem Oficerskim Orderu Odrodzenia Polski 5 czerwca 2009 roku za wybitne zasługi w działalności na rzecz przemian demokratycznych w Polsce, za osiągnięcia w podejmowanej z pożytkiem dla kraju działalności zawodowej i społecznej. Order odebrała jego siostra Zofia Waleryś.